# César Osorio (luchador)
Julio César Osorio, es un luchador venezolano de lucha libre. Ganó una medalla de bronce en el Campeonato Panamericano de 2015.